# Diossido di azoto
Il diossido di azoto (noto anche come ipoazotide, specie se in forma dimera, N2O4) è un gas rosso bruno a temperatura ordinaria dall'odore soffocante, irritante, particolarmente umido e caratteristico. È più denso dell'aria, pertanto i suoi vapori tendono a rimanere a livello del suolo.
Il diossido di azoto è un forte irritante delle vie polmonari; già a moderate concentrazioni nell'aria provoca tosse acuta, dolori al torace, convulsioni e insufficienza circolatoria.
Può inoltre provocare danni irreversibili ai polmoni che possono manifestarsi anche molti mesi dopo l'attacco.
È un forte agente ossidante e reagisce violentemente con materiali combustibili e riducenti. Reagisce con acqua disproporzionandosi in acido nitrico e monossido di azoto. In presenza di acqua è in grado di ossidare diversi metalli. 
{\displaystyle {\ce {3NO2 + H2O -> 2 HNO3 + NO}}}

## Produzione
Il diossido di azoto è prodotto riscaldando il nitrato di piombo o facendo reagire il monossido di azoto con l'ossigeno dell'aria.
{\displaystyle {\ce {2 Pb(NO3)2 -> 2 PbO + 4 NO2 + O2}}}
{\displaystyle {\ce {2 NO + O2 -> 2 NO2}}}
Altre reazioni:
{\displaystyle {\ce {2NO2 + H2O2 -> 2HNO3}}}
2NO2 + H2O → HNO3 + HNO2
Si sviluppa anche nella reazione tra acido nitrico e rame:
4 HNO3 + Cu → 2 NO2 + Cu(NO3)2 + 2 H2O

## Applicazioni
Il diossido di azoto è un importante intermedio nella sintesi dell'acido nitrico (processo Ostwald), in cui l'ammoniaca viene ossidata dal carbonio refrigerante prima a monossido e poi a diossido di azoto in presenza di aria. Viene inoltre prodotto puro per preparare miscele gassose standard usate per il controllo dell'inquinamento atmosferico. 
È trasportato liquefatto sotto pressione; il liquido commerciale scuro sotto pressione è una miscela in equilibrio di biossido d'azoto e di tetrossido di diazoto incolore.